# Parafia św. Brata Alberta Chmielowskiego w Występie
Parafia św. Brata Alberta Chmielowskiego w Występie – rzymskokatolicka parafia w dekanacie Nakło w diecezji bydgoskiej.
Utworzona 17 kwietnia 1993.
Do parafii należą wierni z miejscowości Występ.